# Васильев, Станислав Андреевич
Станислав Андреевич Васильев (род. 17 ноября 1992, Караганда) — казахстанский футболист, нападающий.

## Карьера
Воспитанник карагандинского футбола. До 2014 года играл в дубле «Шахтёра». После 1 год провёл в темиртауском «Булате». В том же году перешёл из большого футбола в мини-футбол, после в пляжный.

## Достижения

### Командные
- Чемпион Казахстана по футболу среди дублирующих команд: 2013
- Серебряный призёр Казахстана по пляжному футболу: 2015, 2016

## Статистика выступлений
| Турнир                                                              | Команда     | Сезон | Голы | Игры |
| ------------------------------------------------------------------- | ----------- | ----- | ---- | ---- |
| Международный турнир по пляжному футболу «Открытая Бич-Соккер Лига» | Казахстан   | 2015  | 6    | 5    |
| Euro Winners Cup                                                    | Ушкын-Искра | 2015  | 2    | 4    |
| Европейский квалификационный турнир Кубка Мира ФИФА                 | Казахстан   | 2017  |      | 3    |